# Cửa sổ trước hố mắt

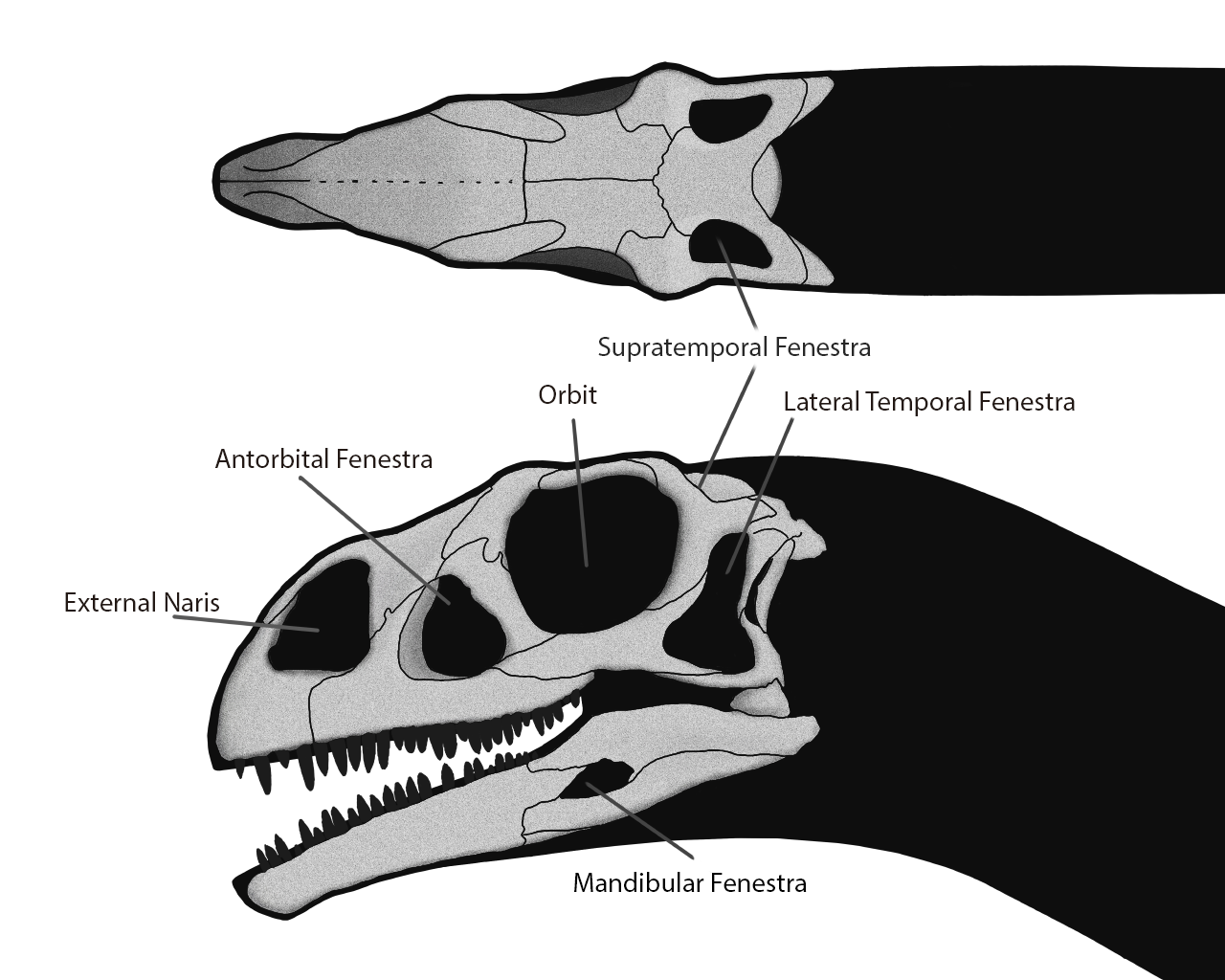
Cửa sổ trước hốc mắt và các cửa sổ khác trên sọ Massospondylus.

Cửa sổ trước hốc mắt (tiếng Anh antorbital fenestra) là một vùng trống trên sọ của khủng long, ở phía trước hốc mắt. Đặc điểm này thường có ở các archosaur, xuất hiện đầu tiên vào kỷ Triassic.